# Winterpills
I Winterpills sono un gruppo indie rock statunitense formatosi a Northampton (Massachusetts) nel 2003.

## Storia del gruppo
I fondatori del gruppo sono Philip Price, Flora Reed, Dave Hower e Dennis Crommett e Brian Akey, aiutati in tour ed in studio da José Ayerve, Max Germer e Henning Ohlenbusch. Il gruppo pubblica l'album di debutto, Winterpills, nel novembre 2005 e il secondo album, The Light Divides, nel febbraio 2007.
Il terzo album, Central Chambers esce nell'ottobre 2008. Successivamente questo disco esce anche nel formato 7". 
Nel 2010 è la volta di un EP chiamato Tuxedo of Ashes.
Nel febbraio 2012 esce l'album All My Lovely Goners e in aprile il doppio LP omonimo.

## Formazione
- Philip Price - voce, chitarra
- Flora Reed - voce, tastiere
- Dennis Crommett - chitarra, voce
- Dave Hower - batteria
- Brian Akey - basso

## Discografia

### Album
- 2005 - Winterpills
- 2007 - The Light Divides
- 2008 - Central Chambers
- 2012 - All My Lovely Goners

### EP
- 2010 - Tuxedo of Ashes